# Sheringham
Sheringham è un paese di 7 143 abitanti della contea del Norfolk, in Inghilterra.

## Amministrazione

### Gemellaggi
- Otterndorf, Germania